# Консыг-Ойка
Консыг-Ойка (Когтистый старик) или Ялпус-ойка — тотемный персонаж мансийской мифологии и фольклора, который считается предком фратрии Пор, а сам был сыном Нуми-Торума.
В эпоху материнско-родового общества более древним образом тотема была медведица, которая, по преданию, перед своей смертью от руки охотников стала матерью первой женщины Пор. Зная о своей неминуемой гибели она успела обучить свою дочь ритуалам почитания медведей. Охотники, убившие мать, взяли девочку с собой и после этого медведь стал покровителем и культурным героем мифов людей Пор. По сказаниям, именно от него человечество получило знание огня, стрельбы из лука и т. п.